# Pritha crosbyi
Espèce
Synonymes
- Filistata crosbyi Spassky, 1938

Pritha crosbyi est une espèce d'araignées aranéomorphes de la famille des Filistatidae.

## Distribution
Cette espèce se rencontre en Asie centrale et en Azerbaïdjan.

## Description
La carapace du mâle mesure 1,2 mm sur 0,9 mm et l'abdomen 2,2 mm de long sur 1,4 mm et la carapace de la femelle 1,5 mm de long sur 1,1 mm et l'abdomen 2 mm de long sur 1,47 mm.

## Étymologie
Cette espèce est nommée en l'honneur de Cyrus Richard Crosby.

## Publication originale
- Spassky, 1938 : Araneae palaearcticae novae. II. Festschrift zum 60 Geburtstage von Prof. Dr. Embrik Strand, vol. 4, p. 573-582.